# Afrikansk dvärguv
Afrikansk dvärguv (Otus senegalensis) är en nattaktiv liten uggla som förekommer i subsahariska Afrika. Den är en stannfågel och förekommer på höjder upp till 2000 meter.

## Utseende och läte
Den afrikanska dvärguven är till utseendet mycket lik både dvärguv och blek dvärguv. Den är liten och mäter cirka 20 cm. Den har en fjäderdräkt som väl kamouflerar den när den dagtid sitter uppe i ett träd. Den kan då även inta en kamouflageställning likt exempelvis hornugglan då den trycker mot stammen och smalnar av kroppsprofilen. Könen är lika. Den sitter upprätt och när den är lugn ses dess tofsar bara som två hörn som sticker upp på hjässan. I alert tillstånd reses de och syns väl.
Det är framförallt på lätet som man skiljer den ifrån de andra arterna. Den har ett distinkt läte som låter ungefär "prrrp".
Fåglar på ön Annobón i Guineabukten, av vissa behandlad som egen art, är något mindre, med mörkare fjäderdräkt och bredare streck svart streckning som gör exempelvis hjässan helt svartaktig. Den saknar också ljusgrå områden genomgående i fjäderdräkten, liksom mönster på vingpennornas innerfan, utom stora vitaktiga kilar som är frånvarande hos övriga bestånd av afrikansk dvärguv. Näbben är också något större. Ögonen är gula, näbben svartaktigt hornfärgad och tårna gråbruna. Lätet är möjligen annorlunda från afrikansk dvärguv, beskrivet som "lätt drillande" likt en diskant tornuggla.

## Utbredning och systematik
Afrikansk dvärduv placeras i det stora ugglesläktet Otus, men dess taxonomiska status i övrigt behandlas olika av olika auktorer. Tidigare har den behandlats som underart av dvärguv (Otus scops), bland annat av Sibley & Monroe 1993, men Sibley behandlade den igen 1996 som en egen art. Afrikansk dvärguv delas in i tre underarter med följande utbredning:
- Otus senegalensis senegalensis – nominatformen dominerar merparten av artens utbredningsområde.
- Otus senegalensis nivosus (Keith & Twomey, 1968) – förekommer från södra delen av distriktet Tana River till Lali Hills i östra Kenya.
- Otus senegalensis feae – förekommer på ön Annobón i Guineabukten

Vissa urskiljer feae som en egen art, men i AviList inkluderas den i afrikansk dvärguv, baserat på endast subtila skillnader i läten, morfologi och fjäderdräkt, samt att den genetiskt är inbäddad i afrikansk dvärguv.
Två tidigare underarter, socotranus som förekommer på ön Sokotra och pamelae som förekommer på sydvästra Arabiska halvön, behandlas idag av flera auktoriteter som goda arter och har fått namnen sokotradvärguv (O. socotranus) och arabdvärguv (O. pamelae).

## Status och hot
IUCN bedömer hotstatus för feae och övriga underarter var för sig, den förra som akut hotad och det senare beståndet som livskraftigt.